# Mauricio Roberto Pochettino
Mauricio Roberto Pochettino Trossero (Murphy, Argentina, 2 de març de 1972), més conegut com a Mauricio Pochettino, és un entrenador i exfutbolista argentí que ha desenvolupat la major part de la seva carrera futbolística durant les dècades dels 90 i 2000.

## Biografia

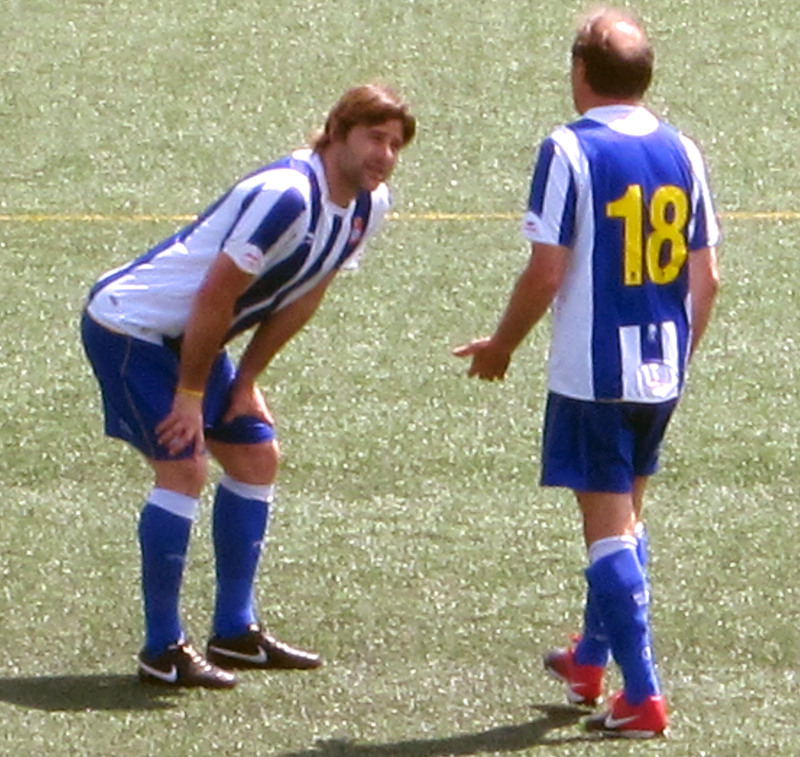
Mauricio Pochettino poc abans d'iniciar un partit de veterans amb el RCD Espanyol a l'estadi Pepín Valls de Castellar del Vallès.

Mauricio Pochettino va néixer a Murphy (Argentina), el 2 de març del 1972. La seva posició al camp era la de defensa central. Amb 264 partits de Lliga jugats amb el RCD Espanyol, ha esdevingut el tercer jugador de la història de l'entitat amb més partits disputats en la competició i en el jugador no espanyol amb més partits jugats. Ha estat internacional amb la selecció de l'Argentina en dinou ocasions. Els anys 2000 i 2006 va guanyar la Copa del Rei amb l'Espanyol. La seva vàlua personal, la seva qualitat esportiva i l'entrega als colors li han valgut l'estimació de l'afició periquita.
Va tornar de la lliga francesa quan se li va demanar d'ajudar a salvar l'equip en moments difícils.
L'any 2009 va ser nomenat entrenador del RCD Espanyol en substitució de José Manuel Esnal, Mané, amb la intenció de redreçar la mala situació del club a la lliga, i el 14 de juny de 2012, va anunciar la seva continuïtat com a tècnic del primer equip de l'Espanyol per dues temporades, però després d'una mala temporada, és destituït el 26 de novembre de 2012.
Després d'uns mesos sense equip, el gener del 2013 va ser presentat com a nou entrenador del Southampton Football Club, equip que milita a la Premier League anglesa.

## Trajectòria esportiva
- Newell's Old Boys: 1988-1994.
- RCD Espanyol: 1994-2000.
- Paris Saint Germain: 2000-2003.
- Girondins de Bordeus 2003-2004
- RCD Espanyol: 2004-2006 (retirat)

## Palmarès

### Com a jugador
| Títol           | Club              | País      | Any       |
| --------------- | ----------------- | --------- | --------- |
| Torneo Apertura | Newell's Old Boys | Argentina | 1990      |
| Torneo Clausura | Newell's Old Boys | Argentina | 1991      |
| Torneo Apertura | Newell's Old Boys | Argentina | 1992      |
| Torneo Clausura | Newell's Old Boys | Argentina | 1992      |
| Copa Catalunya  | RCD Espanyol      | Espanya   | 1994-1995 |
| Copa Catalunya  | RCD Espanyol      | Espanya   | 1995-1996 |
| Copa Catalunya  | RCD Espanyol      | Espanya   | 1998-1999 |
| Copa del Rei    | RCD Espanyol      | Espanya   | 1999-2000 |
| Copa Intertoto  | PSG               | França    | 2000-2001 |
| Copa del Rei    | RCD Espanyol      | Espanya   | 2005-2006 |
| Copa Catalunya  | RCD Espanyol      | Espanya   | 2005-2006 |

### Com a entrenador
| Títol              |  | Club         | País    | Any       |
| ------------------ |  | ------------ | ------- | --------- |
| Copa Catalunya     |  | RCD Espanyol | Espanya | 2009-2010 |
| Copa Catalunya     |  | RCD Espanyol | Espanya | 2010-2011 |
| Supercopa francesa |  | PSG          | França  | 2020      |
| Copa francesa      |  | PSG          | França  | 2020-2021 |
| Ligue 1            |  | PSG          | França  | 2021-2022 |